# Oskar Santos Gómez
Oskar Santos Gómez (Bilbao, 12 d'abril de 1972) és un director de cinema espanyol.

## Biografia
Llicenciat en Comunicació Audiovisual per la Universitat Complutense de Madrid, en 2000 va escriure, va produir i va dirigir el curtmetratge Torre, que va rebre nombrosos premis internacionals, en 2002 va dirigir dos episodis de la sèrie Urban Myth Chillers, produïda per Universal TV (UK) i GTV (France) i ja en 2004 va dirigir el seu segon curt, El soñador, guanyador del Premi Méliès d'argent
al millor curtmetratge al XXXVII Festival Internacional de Cinema Fantàstic de Catalunya, així com el llargmetratge documental Un viaje Mar Adentro, making of de la pel·lícula Mar adentro, dirigida per Alejandro Amenábar.
La seva opera prima, El mal ajeno, produïda per Alejandro Amenábar i protagonitzada per Eduardo Noriega, Belén Rueda, Angie Cepeda i Carlos Leal, va ser seleccionada per a la secció Panorama del 60è Festival Internacional de Cinema de Berlín 2010.
El 2013 va dirigir i coescriure Zipi y Zape y el club de la canica, la segona adaptació al cinema del famós cómic creat per Josep Escobar, que va ser reconeguda per la Acadèmia de Cinema amb quatre nominacions dels Premis Goya en les categories de Millor Guió Adaptat, Millor Direcció de Producció, Millor direcció artística i Millors efectes especials.  La cinta també va ser premiada amb el Premi Especial del Jurat en la 40 edició del Festival Internacional de Cinema de Seattle. Tres anys després, en 2016, dirigeix i coescribe Zipi y Zape y la isla del capitán.
Posteriorment, Oskar Santos ha dirigit també algun capítol en sèries de televisió com: Hispania, la leyenda, El ministerio del tiempo o Vivir sin permiso i ha exercit com a segon director o director de 2a unitat en sèries de televisió com Crematorio (2011), Hierro (2019), La unidad (2020) o Los favoritos de Midas (2020).

## Filmografia

### Curtmetratges
- Torre (curtmetratge) (2000)
- El soñador (curtmetratge) (2004)

### Llargmetratges
- El mal ajeno (2010)
- Zipi y Zape y el club de la canica (2013)
- Zipi y Zape y la isla del capitán (2016)

### Sèries de televisió
- Hispania, la leyenda (2012)
- El ministerio del tiempo (2017)
- Vivir sin permiso (2018-2020)

### Com a segon director de televisió
- Crematorio (2011)
- Hierro (2019)
- La unidad (2020)
- Los favoritos de Midas (2020)